# Balle spaziali 2 - La vendetta
Balle spaziali 2 - La vendetta (Martians Go Home) è un film del 1989, diretto da David Odell. È una commedia fantascientifica liberamente tratta dal romanzo Marziani, andate a casa! (Martians, Go Home) di Fredric Brown del 1955, una satira delle storie di invasioni aliene.
Malgrado il titolo con cui è stato distribuito in Italia, la pellicola non ha nulla a che vedere con il film Balle spaziali del 1987.

## Trama
Dei marziani captano una canzone composta da Mark Devereaux, musicista svogliato e poco fortunato, ne rimangono affascinati e decidono di scendere sulla Terra per studiare l'umanità. I marziani sono buoni e pacifici, ma il loro aspetto bizzarro e la capacità che hanno di mescolarsi tra gli uomini, di apparire e scomparire a piacimento, e, soprattutto, di indurre la gente a dire la verità, creano grossi problemi. Per il governo degli Stati Uniti si tratta addirittura di un complotto ordito per scardinare il sistema e Devereaux ritenuto complice degli invasori riesce a sfuggire all'arresto soltanto fingendosi pazzo. Avendo compreso cosa ha attirato i marziani, Devereaux escogita un trucco per rimandarli a casa: fa trasmettere dalla radio il motivo al rovescio e poco dopo il mondo è nuovamente libero. I politici e i comuni cittadini possono tornare a mentire e ad ingannarsi reciprocamente: tutti sembrano soddisfatti, compreso Mark che adesso si dedica con rinnovata e autentica passione al suo lavoro.